# British Caledonian
British Caledonian foi uma empresa aérea britânica privada. Surgiu em novembro de 1970, quando a companhia charter escocesa Caledonian Airways, a segunda maior da Grã-Bretanha, assumiu a British United Airways (BUA), então a maior companhia aérea britânica independente, bem como a empresa charter independente líder no Reino Unido. A empresa se tornou uma empresa aérea internacional.
A série de grandes reveses durante a década de 1980, bem como a impossibilidade da companhia aérea de crescer até o tamanho mínimo para se tornar viável como segunda força, tal como previsto no relatório de 1969 de Edwards, levou a crescentes dificuldades financeiras durante a segunda metade daquela década. Nesse tempo a empresa começou a procurar um parceiro para fusão e para melhorar sua posição.

## História

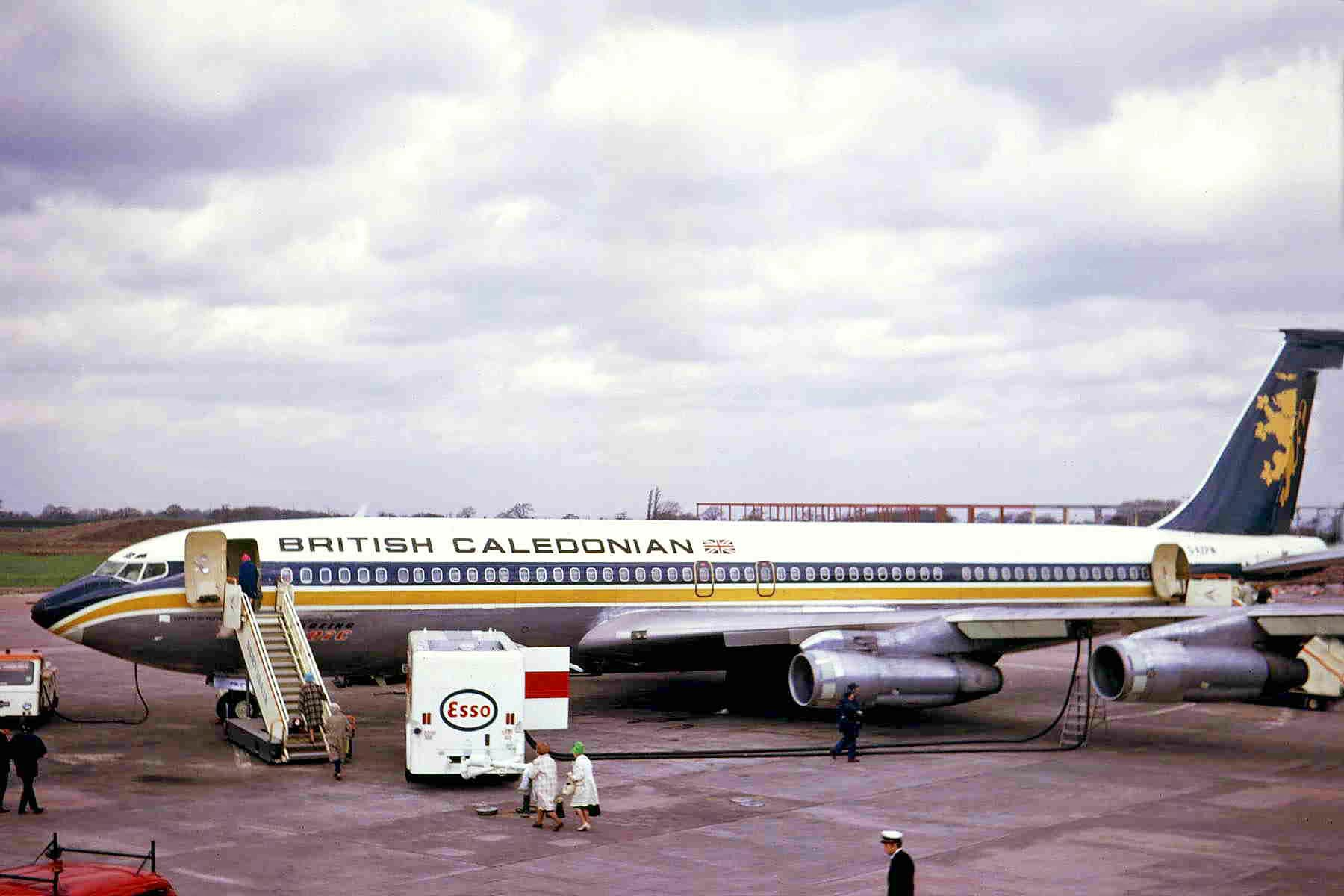
Boeing 707 da British Caledonian em 1972.

Durante a década de 1970, a British Caledonian assumiu o papel do segunda força no Reino Unido, para contrabalançar o quase monopólio das corporações, que previa 90% de toda a capacidadede transporte aéreo do Reino Unido no início da década.  Isso implicou na expansão da rede prevista e criou uma concorrência efetiva entre os rivais em algumas rotas principais, bem como o aumento da frota adquirida com a última geração de fuselagem larga, estreita e aviões de SST para manter uma vantagem competitiva.
A rápida expansão da "Segunda Força" sofreu um revés temporário durante a recessão que se seguiu na esteira da crise do petróleo de 1973. Isso prejudicou sua estabilidade financeira durante seus anos formativos e também ameaçou sua sobrevivência nessa fase.
Após a recuperação econômica durante a segunda metade dessa década, a "Segunda Força" recuperou a sua estabilidade financeira, permitindo-lhe expandir-se novamente e tornar-se rentável.

## Falência

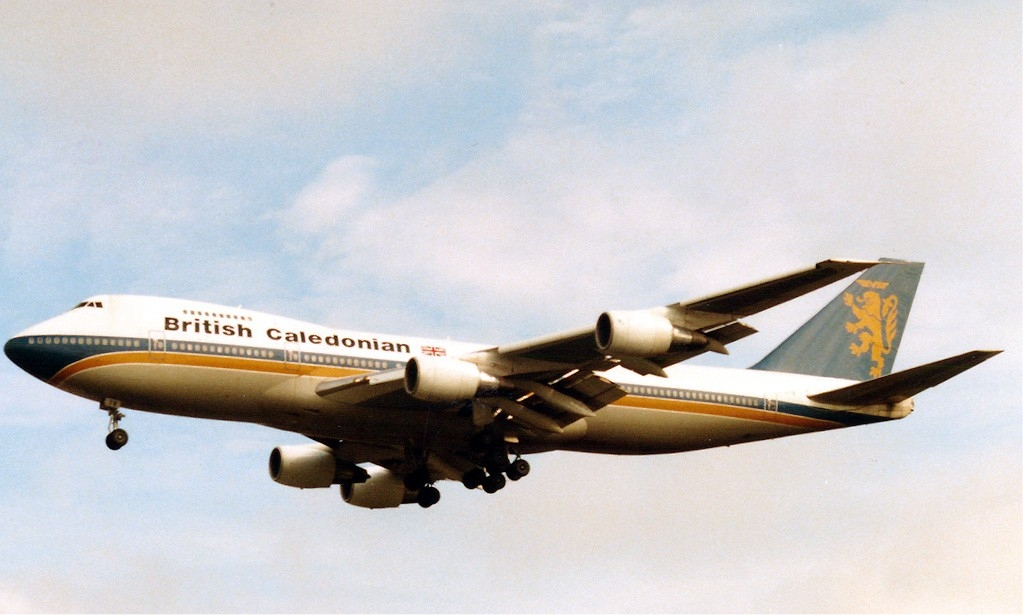
Boeing 747 da British Caledonian em 1988.

Houve muitos altos e baixos para a British Caledonian durante a década de 1980, tendo sofrido uma série de grandes reveses, como resultado de vários acontecimentos geopolíticos que ocorreram durante essa década. Esses eventos a enfraqueceram operacional e financeiramente e foram os principais fatores que contribuíram para o seu desaparecimento durante a segunda metade daquela década, quando a British Airways obteve o seu controle em dezembro de 1987.